# Johann Rudolf Glauber
Johann Rudolf Glauber, nemško-nizozemski lekarnar in kemik, * 10. marec 1604, Karlstadt, Nemčija,  † 16. marec 1670,  Amsterdam, Nizozemska.
Glauber je razvil številne nove tehnične metode, na primer proizvodnjo dušikove, žveplove, ocetne in klorovodikove kisline in natrijevega sulfata, ki se po njem imenuje Glauberjeva sol, zato velja za enega prvih kemijskih inženirjev in ustanovitelja zgodnje kemične industrije.

## Življenje
Bil je sin brivca. Zaradi slabega premoženjskega stanja velike družine šole ni dokončal, a je kljub temu študiral farmacijo in obiskoval laboratorije. Sam zase je dejal, da je vesel, da ni trpel zaradi guljenja v visoki šoli, ampak se je vsega naučil iz izkušenj. Živel je na Dunaju (1625), Salzburgu, Giessenu in Wertheimu (1649-1651), Kitzingenu (1651-1655), Baslu, Parizu, Frankfurtu na Majni, Kölnu in Amsterdamu (1640-1644, 1646-1649 in 1656 do smrti). Najprej je delal v proizvodnji ogledal, kasneje pa dvakrat kot apotekar na giessenskem dvoru, drugič kot glavni apotekar. Službo je zaradi tridesetletne vojne opustil in odšel v Amsterdam, kjer je začel proizvajati zdravila in kemikalije, med njimi tudi Glauberjevo sol (natrijev sulfat, Na2SO4). Posel mu je sprva cvetel, potem pa je leta 1649 bankrotiral. Po bankrotu je odšel iz Amsterdama v Wertheim.
Poročil se je dvakrat, drugič leta 1641 s Heleno Cornelius, s katero je imel osem otrok. Sin Johannes Glauber mu je verjetno pomagal pri graviranju ilustracij.
Leta 1660 je resno zbolel, verjetno zaradi zastrupitve s težkimi kovinami (arzen, živo srebro), ki jih je uporabljal pri svojem delu. Leta 1666 se je pri padcu z voza težko poškodoval in je do smrti ležal v postelji. Nesreča ga je prisilila, da je zaradi vzdrževanja številne družine prodal vse knjige in opremo. Umrl je 16. marca 1670 v Amsterdamu.

## Delo
Glauber je preučeval kemijo proizvodnje vina in komercialno uspel s prodajo pravic do uporabe svojih izboljšav. Bil je tudi lekarnar, ki je revne brezplačno oskrboval z zdravili. Znan je po svojih dosežkih v anorganski kemiji in dejstvu, da je bil sposoben živeti od iztržka kemijske proizvodnje, ki je temeljila na njegovih odkritjih. Zaradi izboljšav kemičnih procesov in opreme, zlasti peči in destilacijskih naprav. Zaradi izboljšav mu nekateri zgodovinarji pripisujejo naslov zgodnjega kemijskega inženirja.
Bil je prvi, ki je proizvedel koncentrirano klorovodikovo kislino. S segrevanjem kalijevega nitrata s koncentrirano žveplovo kislino je izboljšal postopek za proizvodnjo dušikove kisline (1648).  Njegova proizvodnja natrijevega sulfata, ki ga je imenoval sal mirabils ali čudežna sol, mu je prinesla slavo in preimenovanje v Glauberjevo sol. Sol je bila učinkovito in relativno varno odvajalo in zato priljubljeno zdravilo za mnoge bolezni.
Glauber je prvi opazoval in leta 1646 opisal tako imenovani kemični ali silikatni vrt, v katerem je v vodno raztopino natrijevega silikata (vodno steklo, Na2SiO3)  dodal kristale železovega(II) klorida (FeCl2). 
Prvi je sintetiziral in izoliral antimonov triklorid (SbCl3), arzenov triklorid (AsCl3), kositrov tetraklorid (SnCl4) in cinkov klorid (ZnCl2).
Poleg tega je napisal približno štirideset knjig. V vizionarski knjigi  Dess Teutschlands Wohlfahrt (Nemška blaginja) je predlagal kemično industrijo kot sredstvo za okrevanje nemškega gospodarstva po tridesetletni vojni.

## Vira
- K.F. Gugel. Johann Rudolph Glauber, Leben und Werk. Würzburg, 1955
- E. Pietsch. Johann Rudolph Glauber, der Mensch, sein Werk und seine Zeit. Deutsches Museum 24 (1956): 1-64